# Badger's Quay-Valleyfield-Pool's Island
Badger's Quay-Valleyfield-Pool's Island is een voormalige gemeente in de Canadese provincie Newfoundland en Labrador. De gemeente bestond van 1946 tot 1992 en omvatte de plaatsen Badger's Quay, Valleyfield en Pool's Island. Dat zijn drie met elkaar vergroeide plaatsen aan de oevers van Bonavista Bay aan Newfoundlands oostkust.

## Geschiedenis
Badger's Quay-Valleyfield-Pool's Island werd opgericht in het jaar 1946 en had de status van rural district. In 1962 kende het grondgebied een beperkte groei door de annexatie van aangrenzend gemeentevrij gebied.
Via de Municipalities Act werd het rural district als lokale bestuursvorm in 1980 door de provincie afgeschaft. Badger's Quay-Valleyfield-Pool's Island kreeg toen automatisch de status van town.
In 1992 werd de gemeente opgeheven doordat er een fusie werd aangegaan met de naburige gemeenten Wesleyville en Newtown. Zo ontstond de nieuwe gemeente Badger's Quay-Valleyfield-Pool's Island-Wesleyville-Newtown (het huidige New-Wes-Valley).

## Demografische ontwikkeling
| Demografische ontwikkeling van Badger's Quay-Valleyfield-Pool's Island tussen 1951 en 1986 |
| ------------------------------------------------------------------------------------------ |
|                                                                                            |
| Bron: Statistics Canada                                                                    |